# エアポート2013
『エアポート2013』（Collision Course）は、2012年のアメリカのパニック映画。テレビ放映時のタイトルは『エアポート2013  航空機全滅』。

## キャスト
| 役名               | 俳優                         | 日本語吹替 |
| ------------------ | ---------------------------- | ---------- |
| ケイト・パークス   | ティア・カレル               | 加藤有生子 |
| ジェイク・ロス     | デビッド・チョカチ           | 花輪英司   |
| コニー（ポリー）   | ディー・ウォーレス           | 早川舞     |
| ビル               | ウィリアム・グレゴリー・リー | 山内健嗣   |
| クリスタ・マイルズ | メーガン・マクロード         | 衣鳩志野   |
| カビール・アリ     | ニコラス・グイラック         | 金本涼輔   |
| ネッド・ハッチ     | ティム・アベル               | 各務立基   |
| サマンサ           | ジャニス・ピープルズ         | 米倉希代子 |
| トミー             | ディラン・ヴォックス         |            |
| スコット           | マーク・バーンズ             |            |
| ポール・ウィルソン | ブロック・クチナ             | 井川秀栄   |

- その他の声の出演：伊原浩史、小泉隼人、川端麻衣
- TV初回放送：2016年3月30日 テレビ東京 『午後のロードショー』

## スタッフ
- 監督：フレッド・オーレン・レイ
- 脚本：ジェイソン・ボーク、フレッド・オーレン・レイ
- 原作：
- 製作：フレッド・オーレン・レイ、キンバリー・A・レイ
- 共同製作総指揮：マット・フリーマン
- 撮影監督：
- プロダクションデザイナー：イヴ・マッカーニー
- 編集：ランディ・カーター
- 衣裳デザイン：
- 音楽：サンドロ・モラレス・サントロ
- キャスティング：ディーン・Ｅ・フロンク、ドナルド・ポール・ペムリック

日本語版スタッフ
- 日本語字幕：
- 吹替翻訳：伊勢田京子
- 吹替演出：工藤美樹
- 吹替録音・調整：小菅学
- 吹替製作：
- 吹替製作監修：
- 日本語版製作：アクシー